# Chlorosea
Chlorosea is een geslacht van vlinders uit de familie spanners (Geometridae).
De typesoort van het geslacht is Chlorosea nevadaria Packard, 1874

## Soorten
- Chlorosea banksaria
- Chlorosea margaretaria
- Chlorosea nevadaria
- Chlorosea roseitacta